# Важкі крейсери типу «Зара»
Важкі крейсери типу «Зара» (італ. Incrociatori pesanti Classe Zara) — важкі крейсери Королівських ВМС Італії 1930-х років.

## Історія створення
Після будівництва крейсерів типу «Тренто», які були добре озброєні, але слабо захищені, командування італійських ВМС вирішило побудувати крейсери, які б гармонійно поєднували у собі захист, швидкість та озброєння. Для цього проєкт крейсерів типу «Тренто» був перероблений, щоб отримати броню, яка б відповідала головному калібру корабля. Проєкту було дане ім'я «Зара».
Спочатку пропонувалось довести товщину броньового пояса до 200 мм, але при цьому водотоннажність корабля на 4 000 т перевищувала дозволені Вашингтонським морським договором 10 000 т. Виникла ідея взагалі довести водотоннажність крейсерів до 15 000 т, що давало би їм явну перевагу над усіма закордонними аналогами. Але уряд Італії не наважився на таке явне порушення міжнародних договорів, і у проєкт корабля внесли ряд суттєвих змін. Так, замість високого борта з гладкою палубою був спроєктований корпус з низьким бортом та коротким півбаком. Це давало економію у водотоннажності, але погіршувало морехідні якості. Товщину броні зменшили до 150 мм. На кораблях була встановлена полегшена силова установка, яка була розроблена для легких крейсерів типу «Кондотьєрі».
Кількість гребних валів скоротилась до 2. Також відмовились від торпедних апаратів. Але незважаючи на всі заходи, водотоннажність кораблів на 1 500 т перевищила обумовлені межі. Проте італійська влада оголосила, що нові крейсери вписуються у рамки обмежень.
Крейсери типу «Зара» в італійській класифікації спочатку належали до класу легких крейсерів. Потім їх перевели у клас «броненосних крейсерів» (на відміну від крейсерів типу «Тренто», які були співмірні за розмірами, але мали набагато слабше бронювання), а потім у клас важких крейсерів.

## Представники
| Назва           | Верф                                     | Закладений           | Спущений на воду    | Вступив у стрій        | Доля                            |
| --------------- | ---------------------------------------- | -------------------- | ------------------- | ---------------------- | ------------------------------- |
| Зара Zara       | OTO Melara, Ла-Спеція                    | 4 липня 1929 року    | 27 квітня 1930 року | 20 жовтня 1931 року    | потоплений 29 березня 1941 року |
| Фіуме Fiume     | «Stabilimento Tecnico Triestino», Трієст | 29 квітня 1929 року  | 27 квітня 1930 року | 23 листопада 1931 року | потоплений 29 березня 1941 року |
| Горіція Gorizia | OTO Melara, Ліворно                      | 17 березня 1930 року | 28 грудня 1930 року | 23 грудня 1931 року    | потоплений 26 червня 1944 року  |
| Пола Pola       | OTO Melara, Ліворно                      | 17 березня 1931 року | 5 грудня 1931 року  | 21 грудня 1932 року    | потоплений 29 березня 1941 року |

## Конструкція

### Корпус та силова установка
На відміну від крейсерів типу «Тренто», крейсери типу «Зара» мали напівбак, який мав займав близько 40 % довжини корабля, та суттєво збільшений розвал носових шпангоутів. Набір корпусу був змішаним: поздовжній в межах броньової цитаделі та поперечний на кінцях корабля. Корпус мав подвійне дно, але конструктивного протиторпедного захисту не було. 19 поперечних переборок забезпечували непотоплюваність корабля. В районі силової установки була поздовжня перебірка. Кораблі зберігали плавучість при затопленні будь-яких 3 сусідніх відсіків.
Силова установка повторювала встановлену на легких крейсерах типу «Кондотьєрі», але кількість котлів довели до 8. Вони розміщувались у шаховому порядку. Завдяки вертикальній перебірці кожен котел чи турбіна розміщувались ізольованому приміщенні. Загальна маса силової установки становила 1400 т, що було набагато менше, ніж 2330 т на крейсерах типу «Тренто».
Потужність силової установки становила 76 000 к.с. з можливістю форсування до 90 000 к.с. Але на випробуваннях потужність силової установки та швидкість кораблів суттєво перевищувались, досягаючи 115 000 к.с., що давало змогу розвинути швидкість до 34 вузлів. Під час служби крейсери зазвичай досягали швидкості 29-30 вузлів.

### Бронювання
Бронювання крейсерів типу «Зара» було одним з найкращих серед кораблів, побудованих відповідно до обмежень Вашингтонського морського договору. Головний броньовий пояс мав товщину 150 мм, прикривав корпус корабля між баштами головного калібру, надалі зменшуючись до 100 мм. Бронювання головної палуби становило 70 мм, верхньої палуби — 20 мм, траверзів — 120 мм (90 мм нижче ватерлінії). Бронювання башт головного калібру становило 150 мм у лобовій частині, 75 мм з боків та 70 мм даху. Барбети опускались до рівня другого дна та мали бронювання 150 мм над верхньою палубою, 140 мм між верхньою та головною палубою, і 120 мм нижче головної палуби.
Бойова рубка була захищена 150-мм бронею з боків, 80-мм бронею зверху та 70-мм — знизу.
Загалом маса бронювання становила 2688 т — утричі більше, ніж у крейсерів типу «Тренто».

### Озброєння
Озброєння крейсерів типу «Зара» в цілому повторювало озброєння крейсерів типу «Тренто», але на них були встановлені нові 203-мм гармати «Ансальдо», які використовували важчі снаряди (125 кг тротилу проти 113 кг на «Тренто»). Торпедні апарати були відсутні. Система управління вогнем гармат головного калібру складалась з двох командно-далекомірних пунктів фірми «Сан Джорджо» (італ. San Giorgio) з двома 5-меторвими далекомірами.

## Модернізації

### Модернізації довоєнного часу
У 1937 році 2 з 8 100-мм артилерійських установок та застарілі 40-мм зенітні автомати «пом-пом» були демонтовані. На їх місце були встановлені 37-мм зенітними автоматами та 13,2-мм кулеметами «Breda Model 1931».

### Модернізації воєнного часу
У 1940 році на всіх кораблях серії на нижньому рівні носової надбудови встановили дві 120-мм/15 гаубиці для стрільби освітлювальними снарядами.
У 1942 році на крейсері «Горіція» (єдиному, який залишився на той час) замість освітлювальних гаубиць встановили два здвоєні 37-мм зенітні автомати.
Навесні 1943 року, під час ремонту, планувалось замінити 13,2-ммкулемети на 6 спарених та 4 одиночних 20-мм/65 зенітні автомати. Але ці роботи не були завершені у зв'язку з капітуляцію Італії.